# Où la route mène
Albums de Marie-Pier Perreault
Parlez-moi
(2002) J'oublierai
(2007)
Où la route mène est le second album de la chanteuse québécoise Marie-Pier Perreault, sorti en magasin le 31 août 2004, réalisé par Pierre Bazinet. Sur ce disque, Marie-Pier reprend à sa façon de grands classiques d'artistes de la chanson française (Nicoletta, Hélène Ségara, France Gall, Gold, Patrick Juvet) et québécoise (Daniel Lavoie, Louise Forestier, Luc Cousineau, Jean-Pierre Ferland, Claude Léveillée, Beau Dommage).

## Titres
| No  | Titre                             | Durée |
| --- | --------------------------------- | ----- |
| 1.  | Où la route mène                  | 3:13  |
| 2.  | Pourquoi chanter?                 | 3:32  |
| 3.  | Mammy Blue                        | 3:33  |
| 4.  | Ce que je ne veux pas             | 3:50  |
| 5.  | Il y a trop de gens qui t'aiment  | 4:16  |
| 6.  | Y'a pas deux chansons pareilles   | 3:25  |
| 7.  | Vivre en amour                    | 4:18  |
| 8.  | Si, maman si                      | 3:05  |
| 9.  | Plus près des étoiles             | 4:09  |
| 10. | Les bleus au cœur                 | 3:42  |
| 11. | La légende du cheval blanc        | 2:57  |
| 12. | La Complainte du phoque en Alaska | 4:15  |